# 6 de marzo
El 6 de marzo es el 65.º (sexagésimo quinto) día del año en el calendario gregoriano y el 66.º en los años bisiestos. Quedan 300 días para finalizar el año.

## Acontecimientos
- 845: Los 42 mártires de Amorio son asesinados tras negarse a convertirse al Islam.
- 1447: Nicolás V asume como papa.
- 1454: En la Guerra de los Trece Años, los delegados de la Confederación Prusiana juran lealtad al rey Casimiro IV Jagellón, quien acepta comprometer sus fuerzas para ayudar a la Confederación en su lucha por la independencia de los Caballeros Teutónicos.
- 1475: Nace el artista renacentista Miguel Ángel en Caprese (República de Florencia).
- 1479: se firma el Tratado de Alcáçovas, en que Portugal entrega a Castilla, las islas Canarias a cambio de posesiones en África Occidental.
- 1521: en el océano Pacífico, el navegante portugués Fernando de Magallanes arriba a la isla de Guam.
- 1537: en la costa marítima de Perú, a 12 km de Lima (que se encontraba en el interior), el español Diego Ruiz obtiene la licencia para inaugurar un tambo en el puerto, fundando de esa manera la Villa del Callao.
- 1593: en Colombia, se funda el municipio de Tópaga (Boyacá).
- 1651:El conde Per Brahe el Joven, gobernador general de Finlandia, funda la ciudad de Kajaani, conocida en ese momento como Cajanaburg.
- 1665: en Londres, el primer secretario de la Royal Society, Henry Oldenburg, publica el primer número de Philosophical Transactions of the Royal Society.
- 1714: se firma el tratado de paz que pone fin a las luchas entre Francia y Austria en la guerra de sucesión española.
- 1728: en Madrid se firma el Convenio de El Pardo, que significa el fracaso de la alianza española con Austria y la aceptación, de nuevo, del Tratado de Utrecht.
- 1788: llega a la isla Norfolk (a 1400 km al este de Australia) el grupo de barcos británicos denominados Primera Flota, para fundar una colonia penal.
- 1812: en la actual Venezuela, las fuerzas del capitán español Domingo de Monteverde retoman Caracas.
- 1831: en el Teatro Carcano de Milán (Italia) se estrena la ópera La sonnambula, de Vincenzo Bellini.
- 1834: en La Habana (Cuba) queda oficialmente constituida la Academia Cubana de Literatura.
- 1836: en Texas termina el sitio de El Álamo, cercado por 1400 soldados mexicanos. Mueren los 187 voluntarios texanos, entre ellos Davy Crockett y el coronel Jim Bowie.
- 1845: en Ecuador se produce una revolución civil de tendencia nacionalista que depondrá a Juan José Flores y llevará a la presidencia a Vicente Ramón Roca, responsable de una nueva constitución.
- 1853: en Venecia se estrena la ópera La Traviata, de Giuseppe Verdi.
- 1854: en Ecuador es abolida la esclavitud.
- 1857: en los Estados Unidos, la Corte Suprema resuelve el caso Dred Scott contra Sandford, que priva a todo habitante de ascendencia africana ―fuera esclavo o no―, el derecho a la ciudadanía, y le quita al Congreso la autoridad de prohibir la esclavitud en territorios federales del país.
- 1862: durante la Segunda intervención francesa en México sucede la explosión de la colecturía de San Andrés, en la que mueren accidentalmente más de mil soldados y civiles.
- 1862: en España se incendia el Alcázar de Segovia, sede de la Academia de Artillería durante el reinado de Isabel II de España.
- 1869: Dmitri Mendeléiev presenta su primera tabla periódica a la Sociedad Química de Rusia.
- 1882: se vuelve a fundar el reino de Serbia.
- 1882: en La Habana, la empresa estadounidense Edison Telephone Exchange inaugura el primer servicio telefónico en Cuba.
- 1899: en Alemania, la empresa farmacéutica Bayer registra la aspirina como marca registrada.
- 1900: el archipiélago canario es declarado puerto franco, después de ser ratificada por ley una declaración al respecto de 1852.
- 1901: en Bremen (Alemania) atentan contra el káiser Guillermo II.[1]
- 1902: en Madrid, se legaliza oficialmente el Real Madrid Club de Fútbol, nacido a finales de 1900.
- 1904: En la Expedición Antártica Nacional Escocesa, dirigida por William Speirs Bruce, se descubrió la región antártica de Tierra de Coats.
- 1905: Colombia y Costa Rica firman un tratado que fija definitivamente los límites entre ambos países.
- 1912: en Janzur ―35 km al oeste de Trípoli (Libia)―, el ejército italiano utiliza dos dirigibles a 2000 m de altura para tirar bombas sobre el campamento turco. Este es el primer uso de fuerza aérea en una guerra.
- 1913: en Baltimore (Estados Unidos) mueren cien personas a causa de la explosión de un depósito de dinamita.
- 1916: en aguas de Brasil se hunde el transatlántico Príncipe de Asturias; perecen 338 pasajeros y 107 tripulantes.
- 1920: en la Biblioteca Nacional (Madrid) se inaugura la sala de Cervantes.
- 1921: en Portugal se crea el Partido Comunista Portugués como capítulo portugués de la Comintern (Internacional Comunista).
- 1926: en Barcelona se disuelve por real orden la Junta del Colegio de Abogados y se nombra una nueva.
- 1929: desde el Teatro Español de Madrid se transmite por primera vez por radio un estreno teatral, el de la obra Las hogueras de San Juan (de Juan Ignacio Luca de Tena).
- 1929: en Madrid se inaugura la línea del metropolitano Cuatro Caminos-Tetuán.
- 1930: en todo el mundo, por iniciativa de la Comintern (Internacional Comunista), se celebra el Día Internacional del Desempleado.
- 1933: en Grecia, el general Plastiras ―al enterarse de que las elecciones le otorgan una reducida mayoría― da un golpe de Estado e implanta una dictadura.
- 1933: en los Estados Unidos fallece Anton Cermak, alcalde de Chicago, por las heridas recibidas el 15 de febrero en el atentado contra el presidente electo Franklin D. Roosevelt.
- 1934: en Reino Unido, el Partido Laborista vence por primera vez en las elecciones generales.
- 1938: en Cartagena (España), la escuadra republicana hunde el buque de guerra del bando franquista Baleares. En el naufragio perecen 788 hombres de su tripulación.
- 1940: Finlandia y la Unión Soviética firman un armisticio en el marco de la Guerra de Invierno.
- 1943: en los Estados Unidos, Norman Rockwell publica «Freedom from want» (‘liberarse del deseo’) en la revista The Saturday Evening Post con un ensayo de Carlos Bulosan.
- 1943: El mariscal de campo Erwin Rommel lanza la batalla de Medenine en un intento de frenar un ataque del Octavo Ejército británico, Rommel fracasa y abandona África tres días después.
- 1945: en Alemania ―en el marco de la Segunda Guerra Mundial― el ejército estadounidense ocupa la ciudad de Colonia.
- 1945: Comienza la Operación Despertar de Primavera, que constituyó la última ofensiva importante que la Alemania nazi emprendió contra el Ejército Rojo durante la Segunda Guerra Mundial.
- 1946: Hồ Chí Minh firma un acuerdo por el cual Francia reconoce a Vietnam como Estado «libre» dentro de la Comunidad Francesa (estatus superior al de una mera colonia).
- 1951: en los Estados Unidos comienza el juicio por traición contra Ethel y Julius Rosenberg.
- 1953: Gueorgui Malenkov sucede a Iósif Stalin como primer ministro de la Unión Soviética y primer secretario del Partido Comunista de la Unión Soviética.
- 1957: Ghana se convierte en el primer país subsahariano en independizarse del Imperio británico.
- 1957: Israel retira sus tropas de la Península del Sinaí.
- 1959: en La Habana, el Gobierno cubano aprueba la rebaja del 50 % de los alquileres de las viviendas.
- 1964: el líder del grupo Nación del Islam, Elijah Muhammad, oficialmente rebautiza al boxeador Cassius Clay con el nombre «Muhammad Alí».
- 1964: en Grecia, Constantino II asume el título de rey.
- 1965: en Australia del Sur, el primer ministro Tom Playford pierde las elecciones después de 27 años en el poder.
- 1967: en Nueva Delhi (India), la escritora soviética Svetlana Iosifovna Alilúyeva, única hija de Iósif Stalin, se refugia en la embajada de Estados Unidos, retornará a la Unión Soviética en 1984 y recobrará su ciudadanía.
- 1970: en el Reino Unido, The Beatles publican su penúltimo sencillo, Let It Be.
- 1972: en Barcelona, tiene lugar una explosión en un edificio (en calle Capitán Arenas esquina Santa Amelia) que causa la muerte a 19 personas. Inicialmente se atribuyó a un escape de gas natural, pero posteriores informes del Colegio Oficial de Ingenieros de Barcelona lo desmintieron.
- 1975: En Argelia, Irak e Irán firman los Acuerdos de Argel, para poner fin a las disputas territoriales entre ambos países.
- 1980: en París, la escritora Marguerite Yourcenar es elegida miembro de la Academia Francesa.
- 1983: en Alemania, Helmut Kohl y su partido recuperan el poder.
- 1984: en el Reino Unido se inicia la huelga de los mineros.
- 1986: último avistamiento del cometa Halley en las cercanías de la órbita de la Tierra; se calcula que la siguiente visita sea en el año 2061.
- 1987: el transbordador británico Herald of Free Enterprise se hunde en las aguas de Bélgica; 193 pasajeros perecen.
- 1988: durante la Operación Flavius, tres voluntarios del Ejército Republicano Irlandés Provisional son asesinados a tiros por miembros encubiertos del SAS en Gibraltar.
- 1990: El papa Juan Pablo II acepta la renuncia del obispo de la diócesis de Estelí, monseñor Rubén López Ardón.
- 1994: en Oracle (Arizona) se inicia la segunda cuarentena (que finalizará en un fracaso) de un año de un equipo de ocho científicos dentro del millonario proyecto Biosfera 2, construido como ecosistema autosuficiente.
- 1994: en México, Luis Donaldo Colosio da un famoso discurso en el Monumento a la Revolución como candidato del PRI a la presidencia.
- 1997: en Quito (Ecuador) se inaugura el Estadio de Liga Deportiva Universitaria.
- 1999: en un bosque a las afueras de Denver (Estados Unidos), Eric Harris y Dylan Klebold registran en su videocámara una práctica de disparos junto a unos amigos (estos no saben que se trata de un ensayo general de lo que acontecería un mes después en la masacre de Columbine).
- 1999: en Chile inicia las transmisiones de la radio FM Dos.
- 2002: en España, el Real Club Deportivo de la Coruña gana la final de la Copa del Rey, el día del centenario del Real Madrid.
- 2003: El vuelo 6289 de Air Algérie, se estrella en el aeropuerto Aguenar – Hadj Bey Akhamok en Tamanrasset (Argelia), matando a 102 de las 103 personas que viajaban a bordo del avión.
- 2005: el presidente boliviano Carlos Mesa anuncia su dimisión.
- 2008: en Jerusalén (Israel) un palestino asesina a balazos a ocho estudiantes israelíes en la yeshivá (escuela religiosa) Mercaz HaRav.[2]
- 2011: en el condado de Hays (Texas), el gurú krisnaísta indio Prakashanand Sáraswati se fuga de los Estados Unidos ayudado por algunas discípulas. Dos días antes había sido condenado por abusar de menores en los años ochenta y noventa.
- 2020: Se confirman los primeros casos de COVID-19 en Costa Rica,Colombia y Perú.

## Nacimientos
- 1340: Juan de Gante, aristócrata inglés (f. 1399).
- 1405: Juan II de Castilla, rey castellano entre 1406 y 1454 (f. 1454).
- 1459: Jakob Fugger, banquero y comerciante alemán (f. 1525).

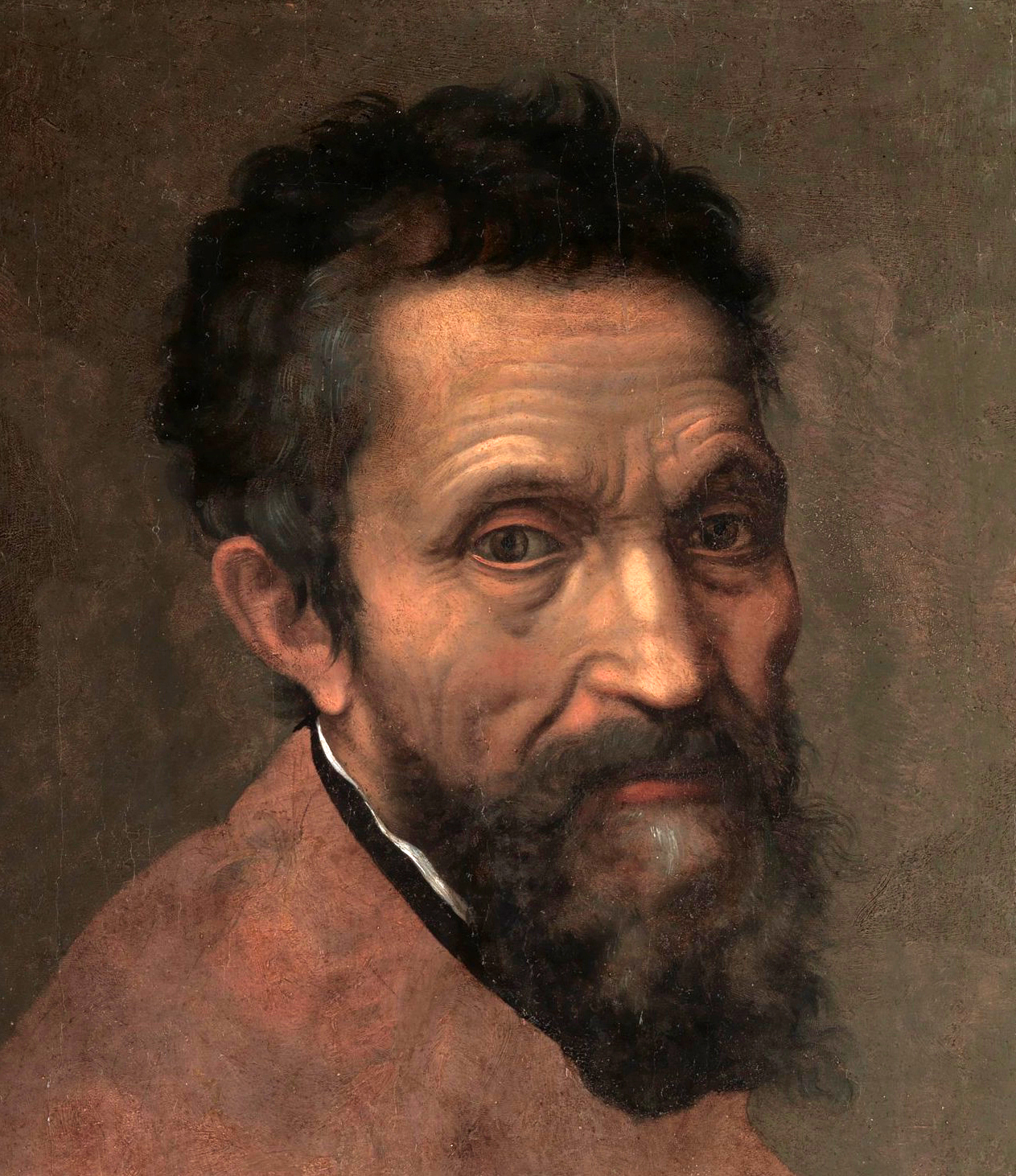
Miguel Ángel

- 1475: Miguel Ángel, pintor y escultor italiano (f. 1564).
- 1481: Baldassare Peruzzi, pintor y arquitecto italiano (f. 1536).

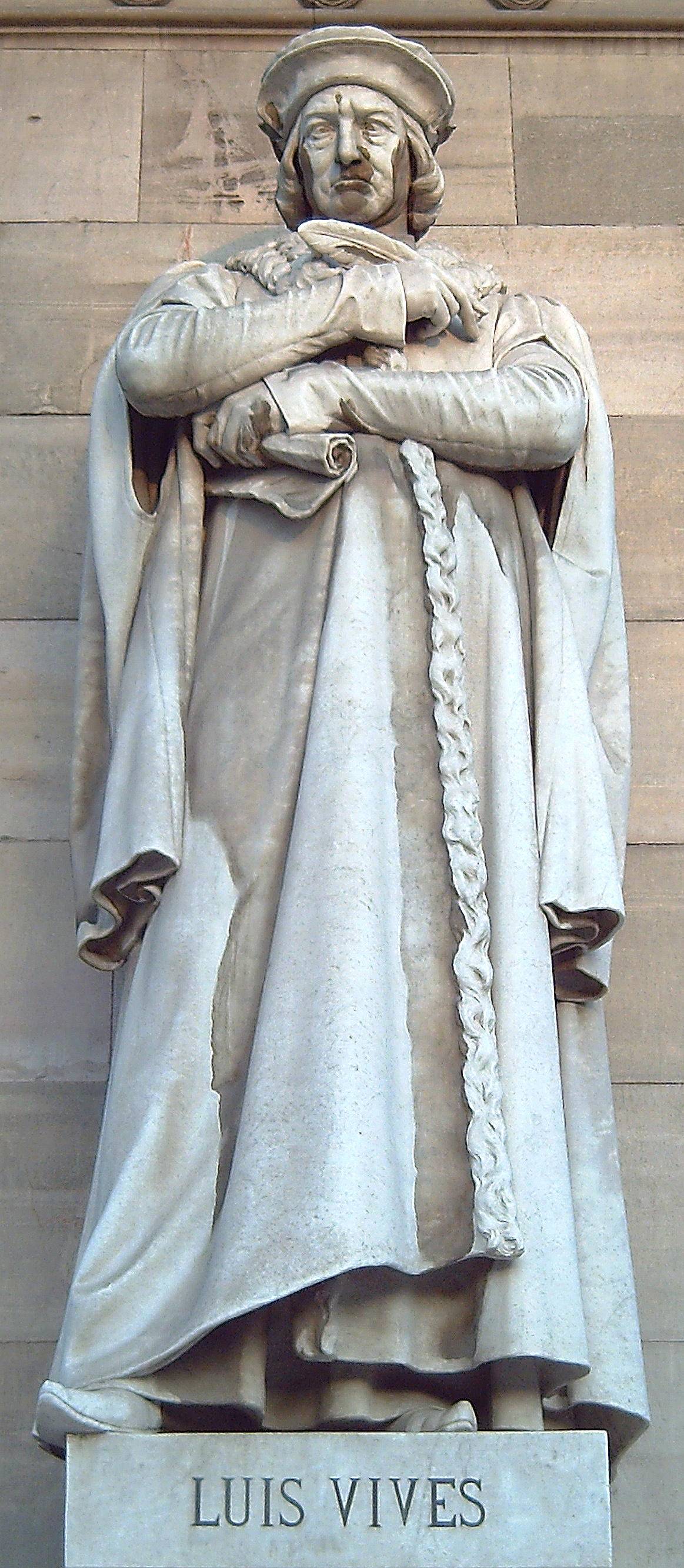
Juan Luis Vives

- 1492: Juan Luis Vives, humanista, filósofo y pedagogo español (f. 1540).
- 1508: Humayun, emperador mogol (f. 1556).

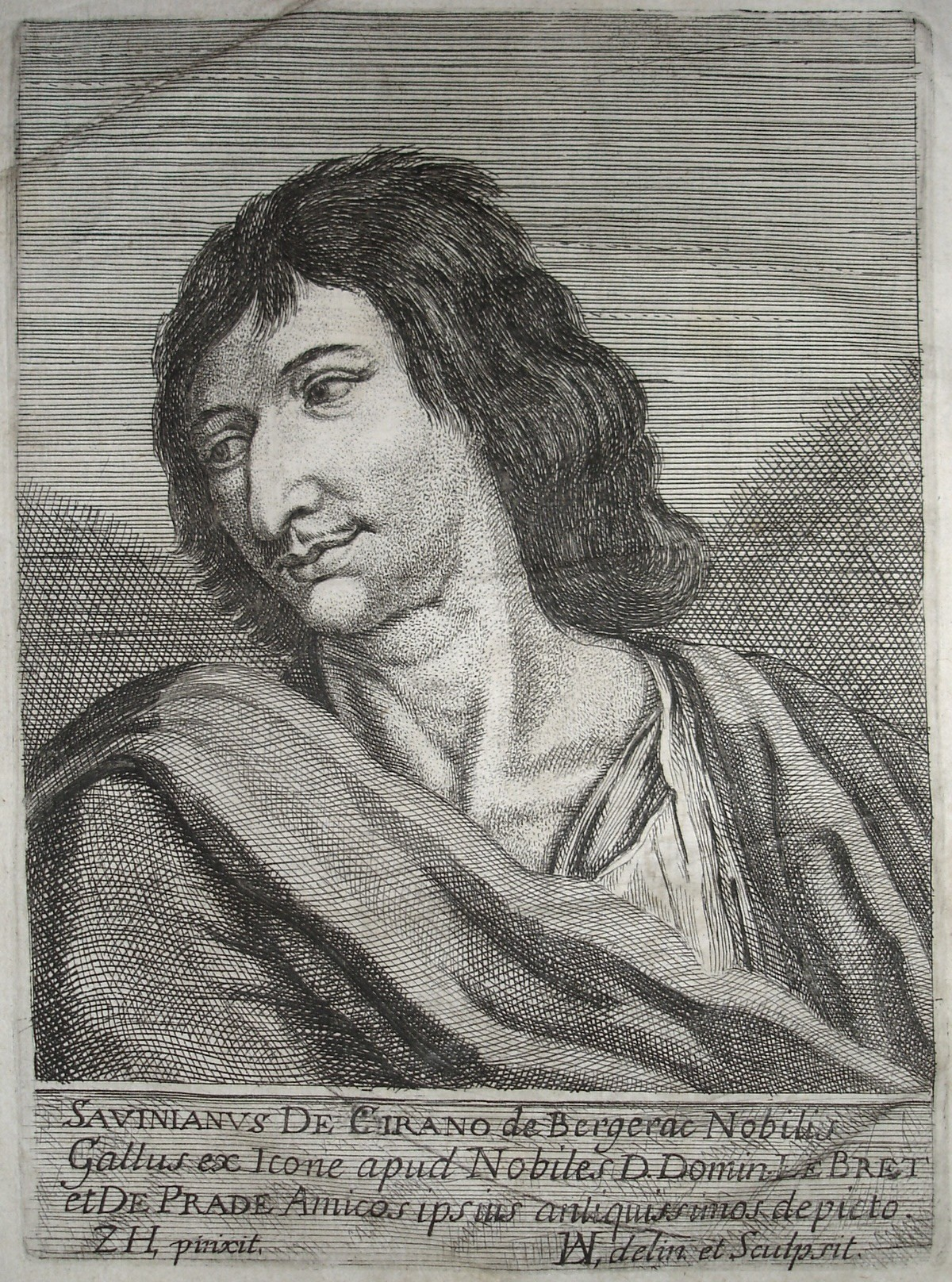
Cyrano de Bergerac

- 1619: Cyrano de Bergerac, escritor francés (f. 1655).
- 1714: Jean-Baptiste Marie Pierre, pintor y grabador francés (f. 1789).
- 1716: Pehr Kalm, botánico y explorador sueco (f. 1779).
- 1719: John Tarleton, comerciante y político británico (f. 1773).
- 1724: Henry Laurens, político estadounidense (f. 1792).
- 1779: Antoine-Henri Jomini, general francés (f. 1869).
- 1785: Karol Kurpiński, compositor polaco (f. 1856).
- 1787: Joseph von Fraunhofer, astrónomo alemán (f. 1826).
- 1798: Jasmin, poeta francés (f. 1864).
- 1803: José Víctor Jiménez, político mexicano (f. 1885).
- 1805: Guillermo Schulz, ingeniero hispano-alemán (f. 1877).
- 1806: Elizabeth Barrett Browning, poetisa británica (f. 1861).
- 1839: Olegario Víctor Andrade, poeta, periodista y político argentino (f. 1882).
- 1862: Guerrita, torero español (f. 1941).
- 1866: Mariana Álvarez Bollo Carretero, pedagoga y escritora española (f. 1946).
- 1870: Oscar Straus, compositor austriaco (f. 1954).
- 1871: Udón Pérez, escritor, dramaturgo y poeta venezolano (f. 1926).
- 1881: María Blanchard, pintora española (f. 1932).
- 1885: Rosario Bourdon, director de orquesta y violonchelista canadiense (f. 1961).
- 1885: Ring Lardner, periodista y escritor estadounidense (f. 1933).
- 1891: Victoria Kent, política y activista española (f. 1987).
- 1900: Lefty Grove, beisbolista estadounidense (f. 1975).
- 1900: Gina Cigna, soprano italiana (f. 2001).
- 1900: Abraham Shlonsky, poeta y editor ucraniano-israelí (f. 1973).
- 1902: Germán Vergara Donoso, abogado y político chileno (f. 1987).
- 1903: Kōjun, emperatriz japonesa (f. 2000).
- 1904: José Antonio Aguirre, político español (f. 1960).
- 1905: Enrique García Sayán, político peruano (f. 1978).
- 1905: Bob Wills, cantante y actor estadounidense (f. 1975).
- 1906: Lou Costello, actor estadounidense (f. 1959).
- 1910: Eduardo Caballero Calderón, novelista y político colombiano (f. 1993).
- 1910: Ejler Bille, artista danés (f. 2004).
- 1913: Ana María Barrenechea, escritora, lingüista y crítica literaria argentina. (f. 2010).
- 1914: Kiril Kondrashin, director de orquesta soviético (f. 1981)
- 1917: Will Eisner, historietista y novelista gráfico estadounidense (f. 2005).
- 1917: Donald Davidson, filósofo estadounidense (f. 2003).
- 1917: Samael Aun Weor (Víctor Manuel Gómez Rodríguez), escritor, filósofo y líder gnóstico colombiano (f. 1977).
- 1917: Frankie Howerd, actor británico (f. 1992).
- 1920: María Maluenda, actriz y política chilena (f. 2011).
- 1920: Víctor Humareda, pintor peruano (f. 1986).
- 1921: Piero Carini, piloto italiano de automovilismo (f. 1957).
- 1921: Julius Rudel, director de orquesta austríaco (f. 2014)

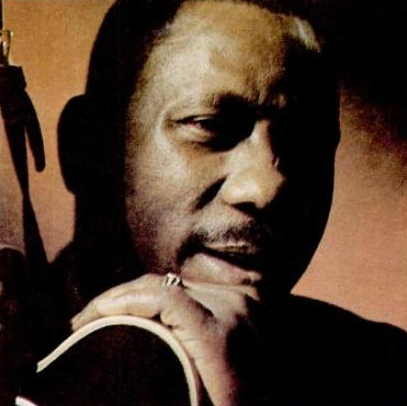
Wes Montgomery

- 1924: Ottmar Walter, futbolista alemán (f. 2013).
- 1925: Wes Montgomery, guitarrista estadounidense de jazz (f. 1968).
- 1926: Alan Greenspan, economista estadounidense.

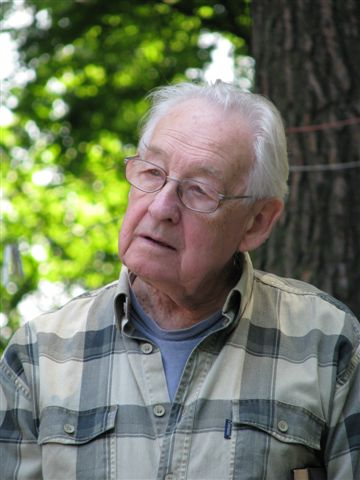
Andrzej Wajda

- 1926: Andrzej Wajda, cineasta polaco (f. 2016).

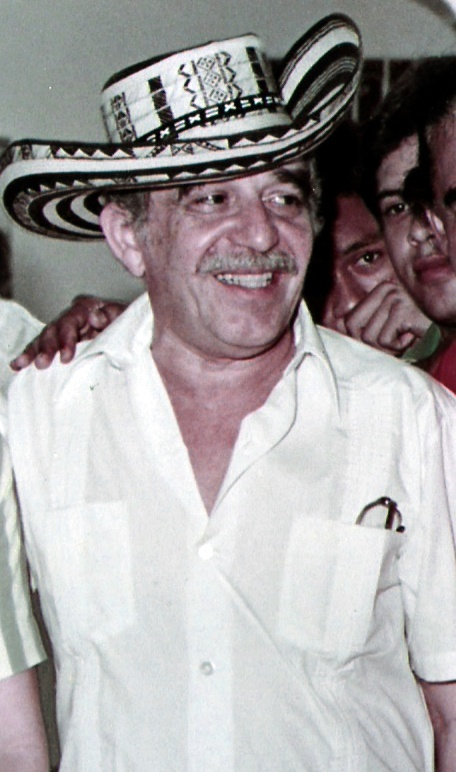
Gabriel García Márquez

- 1927: Gabriel García Márquez, escritor colombiano, premio nobel de literatura en 1982 (f. 2014).
- 1928: Tom Foley, político estadounidense (f. 2014).
- 1928: Zoe Ducós, actriz argentina (f. 2002).
- 1929: Joseph Napolitan, consultor político estadounidense (f. 2013).
- 1930: Lorin Maazel, director de orquesta y músico franco-estadounidense (f. 2014).
- 1931: Chun Doo-hwan, militar y político surcoreano, presidente de Corea del Sur entre 1980 y 1988 (f. 2021).
- 1931: Everett Rogers, sociólogo estadounidense (f. 2004).
- 1932: Bronisław Geremek, historiador y político polaco (f. 2008).
- 1932: Gladys de La Lastra, compositora y educadora panameña (f. 2005)
- 1933: Mariano Arana, político uruguayo.
- 1933: Héctor Luis Gradassi, automovilista argentino (f. 2003).
- 1936: Angelino Fons, guionista y cineasta español (f. 2011).
- 1936: Choummaly Sayasone, presidente de Laos.
- 1937: José Francisco Peña Gómez, político y abogado dominicano (f. 1998).
- 1937: Valentina Tereshkova, cosmonauta soviética.
- 1938: Pauline Boty, pintora británica  (f. 1966).
- 1939: Canelita Medina, cantante venezolana.
- 1939: Margarita de Borbón, aristócrata española.
- 1942: Paco Cepero, guitarrista y compositor español.
- 1944: Kiri Te Kanawa, soprano neozelandesa.
- 1944: Mary Wilson, cantante estadounidense de soul integrante de la banda The Supremes (f. 2021).
- 1944: Luis González de Alba, escritor, periodista, psicólogo, intelectual y divulgador de la ciencia mexicano. (f. 2016).
- 1946:
  - David Gilmour, guitarrista británico, de la banda Pink Floyd.
  - Elsa Cross, poeta, traductora literaria y ensayista mexicana.
  - Martin Kove, actor, productor y artista marcial estadounidense.
- 1947: Dick Fosbury, atleta estadounidense (f. 2023).
- 1947: Rob Reiner, actor y cineasta estadounidense.
- 1951: Gerrie Knetemann, ciclista neerlandés.
- 1951: Jon Juaristi, escritor español.
- 1953: Carolyn Porco, científica planetaria estadounidense.
- 1954: Harald Schumacher, futbolista alemán.
- 1956: Jorge Nisco, cineasta y director de televisión argentino.
- 1957: Juan Domingo Roldán, boxeador argentino (f. 2020).
- 1957: Yoshiyuki Matsuoka, yudoca japonés.
- 1959: Lobo Carrasco, futbolista profesional.
- 1959: Tom Arnold, actor, guionista y cómico estadounidense.
- 1960: Walter Giardino, guitarrista argentino, de la banda Rata Blanca.
- 1962: Ignacio Santos, periodista y presentador de televisión cubano-costarricense.
- 1964: Madonna Wayne Gacy, músico estadounidense.
- 1964: Sandro Rosell i Feliu, presidente español del Fútbol Club Barcelona.
- 1967: Julio Bocca, bailarín argentino.
- 1968: Moira Kelly, actriz estadounidense.
- 1968: Carlos Mac Allister, futbolista y político argentino.
- 1968: Michael Romeo, guitarrista estadounidense, de la banda Symphony X.
- 1969: Andrea Elson, actriz estadounidense.
- 1969: Álvaro Fernández Armero, cineasta español.
- 1969: Chela Ceballos, cantante, acordoenista y compositora colombiana (f. 2016).
- 1970: Chris Broderick, guitarrista estadounidense, de la banda Megadeth.
- 1971: Darrick Martin, baloncestista estadounidense.
- 1971: Sean Morley, luchador profesional canadiense.
- 1972: Shaquille O'Neal, baloncestista estadounidense.
- 1973: Michael Finley, baloncestista estadounidense.
- 1973: Peter Lindgren, guitarrista sueco, de la banda Opeth.
- 1975: Aracely Arámbula, actriz y cantante mexicana.
- 1976: Kenneth Anderson, luchador profesional estadounidense.
- 1977: Ernesto D'Alessio, actor y cantante mexicano.
- 1977: Paquillo Fernández, corredor de marcha español.
- 1977: Kelchie Arizmendi, actriz mexicana.
- 1978: Ms. Triniti, cantante inglesa.
- 1978: Enrique Acevedo, periodista mexicano.
- 1979: Klovis Herboso, cantante boliviano.
- 1979: Tim Howard, futbolista estadounidense.
- 1981: Ellen Muth, actriz estadounidense.
- 1981: Alejandro y Marco Antonio Palacios, futbolista mexicano de los Pumas.
- 1983: Andranik Teymourian, futbolista iraní.
- 1984: Daniel de Ridder, futbolista neerlandés.
- 1986: Jake Arrieta, beisbolista estadounidense.
- 1986: Nahuel Pérez Biscayart, actor argentino.
- 1986: Francisco Cervelli, beisbolista italo-venezolano.
- 1987: Kevin-Prince Boateng, futbolista ghanés.
- 1988: Paloma Bloyd, actriz hispano-estadounidense.
- 1988: Agnes Carlsson, cantante sueca.
- 1989: Agnieszka Radwańska, tenista polaca.
- 1990: Clara Lago, actriz española.
- 1991: Tyler, the Creator, músico estadounidense.
- [991: Rodrigo Moreno Machado, futbolista hispano-brasileño.
- 1993: Kevin Holtz, futbolista luxemburgués.
- 1994: Marcus Smart, baloncestista estadounidense.
- 1996: Sofía Hartard, futbolista chilena.
- 1996: Timo Werner, futbolista alemán.
- 1996: Antonino La Gumina, futbolista italiano.
- 2000: Jacob Bertrand, actor estadounidense.
- 2000: Daphne van Domselaar, futbolista neerlandesa.
- 2001: Milo Manheim, actor y cantante estadounidense.
- 2002: Héctor Alderete, baloncestista español.

## Fallecimientos
- 190: Liu Bian, emperador chino (n. 176).
- 653: Li Ke, príncipe chino.
- 903: Su Jian, funcionario y canciller chino.
- 1447: Santa Colette, religiosa francesa.
- 1531: Pedrarias Dávila, gobernador de Panamá y Nicaragua.
- 1606: Toribio de Mogrovejo, obispo peruano.
- 1683: Guarino Guarini, arquitecto, filósofo y matemático italiano.
- 1755: Pier Leone Ghezzi, pintor italiano (n. 1674).
- 1836: James Bonham, abogado y soldado estadounidense (n. 1807).
- 1836: James Bowie, coronel estadounidense (n. 1796).
- 1836: Davy Crockett, soldado estadounidense y político (n. 1786).
- 1836: William B. Travis, teniente coronel estadounidense y abogado (n. 1809).
- 1842: Constanze Mozart, personalidad alemana (n. 1762).
- 1845: Melitón Pérez del Camino, almirante español.
- 1854: Charles Vane, coronel y diplomático irlandés, Subsecretario de Estado para la Guerra y las Colonias (n. 1778).
- 1866: William Whewell, teólogo, filósofo y científico británico.
- 1867: Peter von Cornelius, pintor alemán (n. 1783).
- 1870: José Rodríguez Losada, relojero español.
- 1878: Harald Jerichau, pintor danés (n. 1852).
- 1888: Louisa May Alcott, novelista estadounidense.
- 1899: Victoria Ka'iulani, princesa hawaiana (n. 1875).
- 1900: Gottlieb Daimler, fabricante de automóviles alemán.
- 1902: Antonio Vico y Pintos, actor español.
- 1902: Moritz Kaposi, dermatólogo húngaro.
- 1924: Augusto Font Carreras, arquitecto español (n. 1846).
- 1926: Constant Chatenier, biólogo francés (n. 1849).
- 1930: Alfred von Tirpitz, almirante alemán (n. 1849).
- 1932: John Philip Sousa, compositor de marchas estadounidense (n. 1854).
- 1938: Pachín de Melás, escritor español (n. 1877).
- 1939: Ferdinand von Lindemann, matemático y académico alemán (n. 1852).
- 1943: Helene Kullman, oficial de inteligencia soviética de origen estonio y Heroína de la Unión Soviética (n. 1920).
- 1946: Antonio Caso, filósofo mexicano (n. 1883).
- 1950: Albert Lebrun, político francés (n. 1871).
- 1951: Ivor Novello, actor británico (n. 1893).
- 1952: Jürgen Stroop, general nazi de las SS (n. 1895).
- 1958: Teodoro Bardají Mas, escritor culinario y cocinero español (n. 1882).
- 1964: Enrique Molina Garmendia, educador y filósofo chileno (n. 1871).
- 1964: Edward Van Sloan, actor estadounidense.
- 1964: Pablo I, aristócrata griego, rey entre 1947 y 1964.
- 1965: Margaret Dumont, actriz estadounidense (n. 1882).
- 1965: Eduardo Hernández-Pacheco, geólogo y arqueólogo español (n. 1872).
- 1967: Zoltán Kodály, compositor húngaro (n. 1882).
- 1969: Óscar Osorio, militar y político salvadoreño (n. 1910).
- 1973: Pearl S. Buck, escritora estadounidense, premio nobel de literatura en 1938 (n. 1892).
- 1974: Lucio Demare, compositor, músico, director de orquesta y musicalizador argentino (n. 1906).
- 1982: Ayn Rand, novelista y filósofa estadounidense de origen ruso (n. 1905).
- 1983: Cathy Berberian, cantante y compositora estadounidense (n. 1925).
- 1986: Georgia O'Keeffe, artista estadounidense (n. 1887).
- 1986: Carlos Vial Infante, ingeniero y político chileno (n. 1892).
- 1986: Keith Whinnom, historiador británico (n. 1927).
- 1987: Ramón Andino, periodista argentino (n. 1936).
- 1989: Harry Andrews, actor británico (n. 1911).
- 1989: Agustín Millares Sall, poeta español (n. 1917).
- 1992: Maria Helena Vieira da Silva, pintora y escultora francesa de origen portugués (n. 1908).
- 1992: Hugh Gibb, baterista y director de orquesta británico, padre de los músicos británicos Barry, Robin, Maurice y Andy Gibb (n. 1916).
- 1994: Isaco Abitbol, músico y bandoneonista argentino, considerado como uno de los pioneros del Chamamé (n. 1917).[3]
- 1994: Melina Mercouri, actriz y política griega (n. 1920).
- 1996: José de Magalhães Pinto, banquero y diplomático brasileño (n. 1909).
- 1997: Cheddi Jagan, político guyanés, primer jefe de Gobierno entre 1957 y 1964 (n. 1918).
- 1999: Dennis Viollet, futbolista británico (n. 1931).
- 2003: Ramón Mestre, odontólogo y político argentino (n. 1937).
- 2003: Luděk Pachman, ajedrecista checoslovaco-alemán (n. 1924).
- 2004: Frances Dee, actriz estadounidense (n. 1909).
- 2005: Gladys Marín Millie, política chilena, secretaria general del Partido Comunista de Chile (n. 1941).
- 2005: Teresa Wright, actriz estadounidense (n. 1918).
- 2005: Hans Albrecht Bethe, físico estadounidense, premio nobel de física en 1967 (n. 1906).
- 2007: Jean Baudrillard, sociólogo y filósofo francés (n. 1929).
- 2007: José Luis Coll, actor, humorista y escritor español (n. 1931).
- 2011: Kippy Casado, actriz y productora mexicana (n. 1939).
- 2012: Marquitos, futbolista español (n. 1933).
- 2013: Alvin Lee, guitarrista británico, de la banda Ten Years After (n. 1944).
- 2016: Nancy Reagan, primera dama estadounidense entre 1981 y 1989 (n. 1921).
- 2016: María Rostworowski, historiadora e investigadora peruana (n. 1915).
- 2017: Alberto Zedda, director de orquesta italiano (n. 1928).
- 2017: Jesús Silva-Herzog Flores, funcionario y político mexicano (n. 1935).
- 2018: John E. Sulston, químico británico, premio nobel de fisiología en 2002 (n. 1942).
- 2019: José Pedro Pérez-Llorca, político, diplomático y jurista español (n. 1940).
- 2019: Carolee Schneemann, artista visual estadounidense (n. 1939).
- 2019: Carlitos Rolán, cantante argentino de cuarteto (n. 1940).
- 2020: McCoy Tyner, pianista estadounidense de jazz (n. 1938).
- 2021: Lou Ottens, ingeniero e inventor neerlandés (n. 1926).
- 2022: Pau Riba i Romeva, artista y escritor español en lengua catalana (n. 1948).
- 2023: Enrique Florescano, historiador mexicano (n. 1937).
- 2024: Alfredo Baranda García, abogado y político mexicano (n. 1944).

## Celebraciones
- Día Internacional del Escultor.[4]
En conmemoración del natalicio en 1475 del artista renacentista italiano Miguel Ángel Buonarroti, uno de los más grandes de la historia.[5]

- Día Internacional del Linfedema.[6][7]

- Día Internacional del Consultor Político.[8]
Celebración en honor al nacimiento de Joseph Napolitan, considerado uno de los padres de la consultoría política moderna.

- Día Mundial de la Galleta Oreo.[9]

Por países
(Por orden alfabético)
- Argentina: 
  -  Entre Ríos: 
    - Aniversario y Día de la Policía de Entre Ríos.[10]
Fundación: 6 de marzo de 1834 (191 años).

  -  Misiones: 
    - Aniversario de Hipólito Yrigoyen.[11]
Fundación: 6 de marzo de 1954 (71 años).

- Estados Unidos: 
  - Día Nacional del Dentista.[12]Se celebra para reconocer y agradecer a los profesionales de la odontología.
(en inglés: National Dentist Day).
  - Día Nacional del Vestido.[13]
(en inglés: National Dress Day).
  - Día de los Alimentos Congelados.[14]
(en inglés: National Frozen Food Day).
  - Día Nacional de la Galleta Oreo.[15]
(en inglés: National Oreo Day). 
    -  Texas: 
      - Día de la Batalla de El Álamo.[16]Llegó a una conclusión brutal el 6 de marzo de 1836, 13 días después de una batalla esporádica, lo que supuso un hito crítico en la Revolución de Texas. Los soldados mexicanos recuperaron el fuerte y murieron prácticamente todos los defensores texanos, incluido el pionero Davy Crockett.
(en inglés: Alamo Day).

- Ghana: 
  - Día de la Independencia.[17]

- México: 
  - Día Nacional de la Ganadería.
Esta celebración se estableció en el Diario Oficial de la Federación en 2016, para promover el conocimiento de este sector y valorar el trabajo de los ganaderos que sustentan está práctica.

Compartidas
- Unión Europea: 
  - Día Europeo de la Logopedia.[18]
En 2004 el Comité Permanente de Logopedas de la Unión Europea creó esta efeméride, que se celebra cada año el 6 de marzo, con el objetivo de informar y concientizar a la sociedad sobre los trastornos del lenguaje y de la comunicación y sus consecuencias.

### Santoral católico

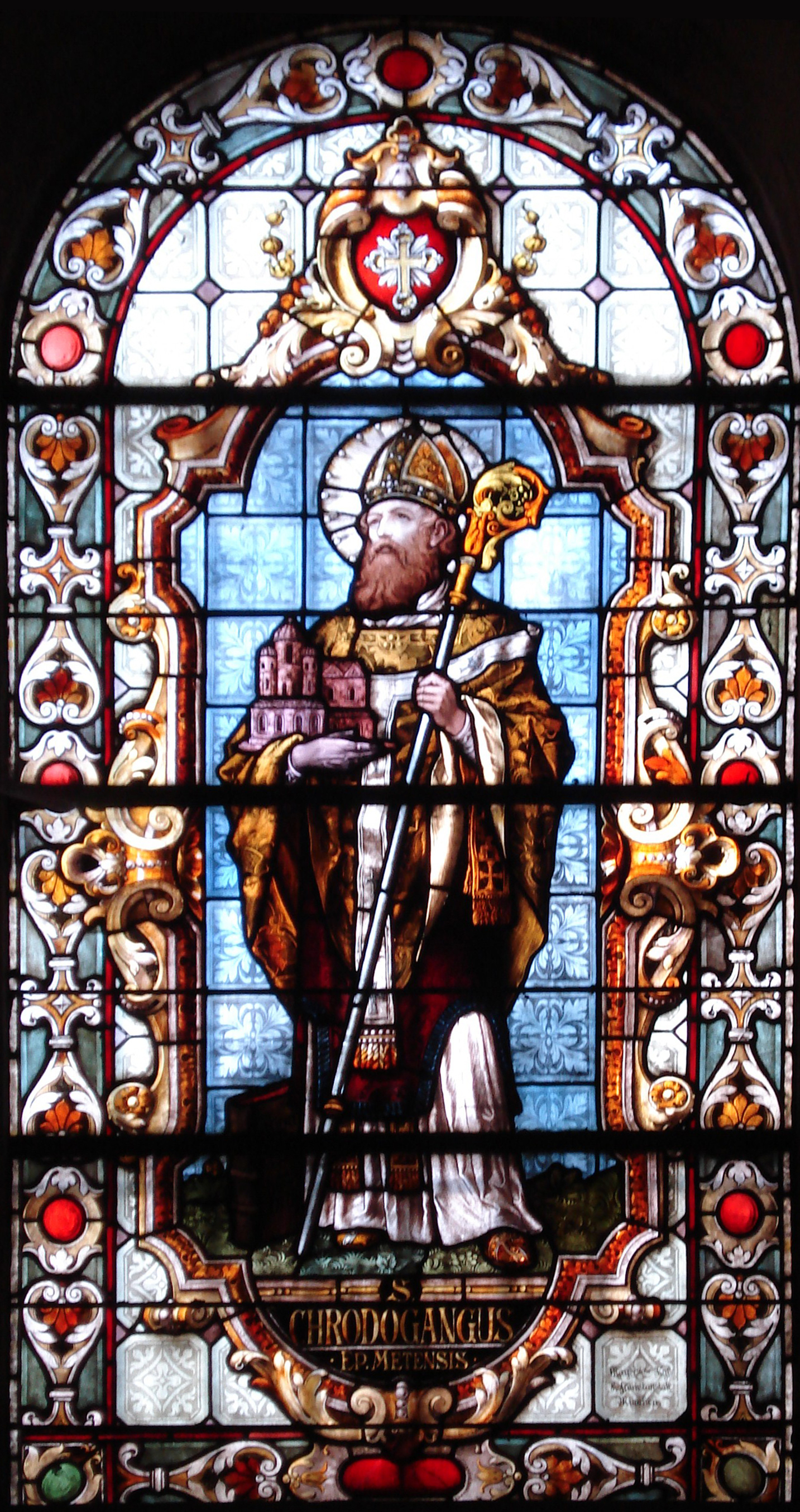
San Crodegango en un vitral en Metz.

- San Marciano de Tortona, obispo y mártir.[19]
- San Victorino de Nicomedia, mártir.[19]
- San Quirico de Tréveris, presbítero (s. IV).[19]
- San Evagrio de Constantinopla, obispo (c. 378).[19]
- San Julián de Toledo, obispo (f. 690).
- San Fridolino de Säckingen, abad (s. VIII).[19][20]
- San Crodegango de Metz, obispo (f. 766).[19](imagen ilustrativa).
- Santos mártires de Siria, (f. 848).
- San Olegario de Barcelona, obispo (f. 1137).[19]
- Beata Rosa de Viterbo, virgen (f. 1253).[19]
- Santa Coleta Boylet, virgen (f. 1447).